# Rimsjöskogen
Rimsjöskogen este o arie protejată (arie specială de conservare — SAC, sit de importanță comunitară — SCI) din Suedia întinsă pe o suprafață de 29,5 ha, integral pe uscat.

## Localizare
Centrul sitului Rimsjöskogen este situat la coordonatele 59°46′07″N 18°30′48″E / 59.7685°N 18.5134°E.

## Înființare
Situl Rimsjöskogen a fost declarat sit de importanță comunitară în ianuarie 1997 pentru a proteja 1 specie de plante. Situl a fost protejat și ca arie specială de conservare în martie 2011.

## Biodiversitate
Situată în ecoregiunea boreală, aria protejată conține 1 habitat natural: Taiga vestică.
La baza desemnării sitului se află o specie protejată de  plante: Buxbaumia viridis.